# Violinkonsert (Tjajkovskij)
Pjotr Tjajkovskijs violinkonsert i D-dur, Op.35, skrevs 1878 och är en av de mest omtyckta violinkonserterna.

## Instrumentation
Violinkonserten är skriven för soloviolin och orkester bestående av 2 flöjter, 2 oboer, 2 klarinetter (A), 2 fagotter, 4 horn (F), 2 trumpeter (D), timpani och stråkar.

## Form
Konserten består av tre satser:
1. Allegro moderato (D-dur)
2. Canzonetta: Andante (G-moll)
3. Finale: Allegro vivacissimo (D-dur)

### Allegro moderato

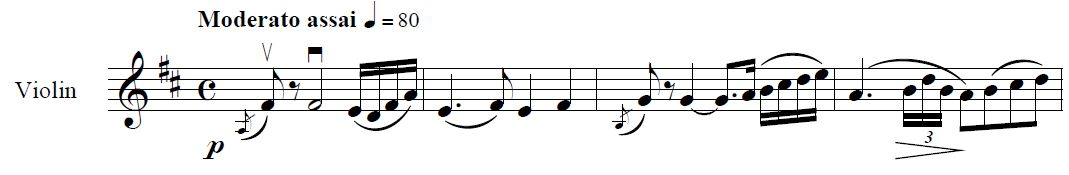
Huvudtemat i D-dur i första satsen.

Satsen är i sonatform och kan delas in i en exposition, genomföring, rekapitulation (repris) och koda.
Expositionen börjar med ett orkesterintro i D-dur inleder konserten. Huvudtemat presenteras senare av violinen efter en kadensliknande melodislinga på fem takter. Efter ett mer intensivt parti med mycket skalor och treklanger introduceras det lugna och vackra sidotemat i A-dur. Stämningen intensifieras gradvis och bygger upp till huvudtemat spelas av orkestern.
Genomföringen inleds med ett tonartsbyte till C-dur där sedan huvudtemat bearbetas i soloviolinstämman. Därefter spelas huvudtemat i F-dur i orkestern som sedan bygger upp till kadensen. Kadensen börjar med virtousa treklanger i A-dur innan huvudtemat och sedan sidotemat bearbetas. 
Efter kadensen kommer orkestern in och rekapitulationen börjar med huvudtemat i D-dur. Sidotemat spelas därefter också i D-dur innan konserten avslutas med ett fartfyllt koda.

### Canzonetta: Andante
Andra satsen börjar med ett kort orkesterintro innan soloviolinen presenterar temat i g-moll. Efter det första temat kommer en mellandel i Ess-dur som leder över till g-moll då det första temat spelas igen. Satsen avslutas med en rad ackord i orkestern som leder in i tredje satsen.

### Finale: Allegro vivacissimo
Sista satsen börjar med ett pampigt orkesterintro varpå soloviolinen tar över och leder in till första temat i D-dur. Efter det första temat kommer en lite lugnare B-del i A-dur. Det första temat kommer sedan tillbaka och övergår i en C-del i F-dur som leder över till att B-delen kommer tillbaka i G-dur. Det första temat kommer senare tillbaka innan den pampiga avslutningen i D-dur.